# Più forte di ieri
Più forte di ieri è un album del cantante napoletano Tony Marciano, pubblicato nel 2010, con due duetti brani inediti con Franco Moreno e Emiliana Cantone, distribuito dalla Zeus Record.

## Tracce
1. Duje Anne e Sette Mise - (con Franco Moreno)
2. Nun Me Chiammà - (con Emiliana Cantone)
3. Nun pò fernì
4. Sotto la gonna niente
5. Peccato
6. Cosa resterai
7. Nun me fà vencere
8. Paura d'amare
9. Primme e te spusà
10. Ci sposeremo al tramonto